# Richard Daniel (General)
Richard Adolf Daniel (* 24. Dezember 1900 in Anspach (Neu-Anspach); † 4. Mai 1986 in Neumünster) war ein deutscher Offizier, zuletzt Generalmajor im Zweiten Weltkrieg.

## Leben
Am 16. April 1916 trat Richard Daniel als Freiwilliger in die Unteroffiziervorschule Annaberg (Halle an der Saale) ein. Vom 17. April 1918 bis 3. September 1919 war er an der Unteroffizierschule Treptow an der Rega.
Anschließend wurde er in die Reichswehr in das Reichswehr-Schützen-Regiment 18 übernommen. Ab dem 4. September 1919 war er bis zum Ende des Monats im Reichswehr-Schützen-Regiment 76 im Freikorps Lettow-Vorbeck. Anschließend wurde das Regiment in ein Reserve-Regiment umgewandelt und Daniel zum 30. September 1919 als Gefreiter aus der Armee verabschiedet.
Am 1. Oktober 1919 trat er als Polizei-Unterwachtmeister in den Polizeidienst bei der Ordnungspolizei Hamburg ein und erhielt seine Ausbildung bei der Stamm-Abteilung Hamburg. Am 5. April 1923 bestand der die Prüfung zum Oberbeamtenanwärter und im Anschluss belegte er bis 16. Juni 1923 erfolgreich einen Oberbeamtenlehrgang in Hamburg. Zum 31. März 1924 schloss er die Ausbildung ab. Ab da war er, am 1. April 1924 zum Polizeileutnant befördert, für 92 Monate Zugführer und zugleich Lehrer an der Polizeischule Hamburg. Von Dezember 1931 bis Mitte 1933 war er Adjutant des Distrikts IV Eimsbüttel. Bis 23. April 1935 übernahm er als Führer die 2. Hundertschaft der Landespolizei Hamburg. Am 1. Oktober 1933 erfolgte die Beförderung zum Polizei-Hauptmann.
Er trat 1935 als Hauptmann in die Wehrmacht ein. Vom 23. April 1935 bis 6. Mai 1935 war er zum Artillerie-Regiment Flensburg auf den Truppenübungsplatz Altengrabow kommandiert.
Am 15. Oktober 1935 erfolgte als Chef der 2. Kompanie des Infanterie-Regiments 26 (Rendsburg) die Übernahme in die Wehrmacht. Sein Dienstgrad wurde mit Hauptmann (Patent 1. Juni 1934) festgesetzt. Ab 12. Oktober 1937 war er bis zu einer Verwundung am 9. Juni 1938 Chef der 3. Kompanie des Infanterie-Regiments 46 (Neumünster). Es folgte ein Kur- und Lazarettaufenthalt in Goslar. Anschließend besuchte er einen Offizierslehrgang an der Kriegsschule München und war ab 1. September 1939 wieder im Infanterie-Regiment 46, wo er bis Oktober 1939 blieb. Er übernahm ab dann das Kommando über das I. Bataillons des Infanterie-Regiments 401 und Daniel wurde in dieser Position am 1. März 1940 zum Major befördert. Ab Mitte Januar 1942 war er, am 1. April 1942 zum Oberstleutnant und am 1. November 1942 zum Oberst befördert, bis Mitte November 1943 Kommandeur des Infanterie-Regiments 391.
Vom 1. Dezember 1943 bis Juli 1944 war er als Lehr-Offizier für Regimentsführer im Lehrstab II an der Infanterieschule Döberitz tätig.
Am 7. Juli 1944 wurde er für 12 Tage mit der Führung der neu aufgestellten 546. Grenadier-Division, welche aus der während der Operation Bagration im Juni 1944 vernichteten 45. Infanterie-Division hervorging und kurze Zeit später in 45. Grenadier-Division umbenannt wurde, beauftragt. Die Division kämpfte bei der Heeresgruppe Mitte in Polen. Am 21. August 1944 wurde er verwundet, blieb aber an der Front. Mit dem 1. Oktober 1944 wurde er zum Generalmajor befördert. Am 20. November wurde er mit Wirkung zum 1. November Kommandeur der 45. Volksgrenadier-Division, welche aus der 45. Grenadier-Division hervorgegangen war. Mit der Division war er im Februar 1945 in die Niederschlesische Operation und in der Weichsel-Oder-Operation eingebunden. Am 18. März 1945 wurde er bei Neisse durch einen Paksplitter schwer verwundet. Es folgte ein erneuter Lazarettaufenthalt. Vom 1. April 1945 an war er in der Führerreserve und die Division wurde bis Kriegsende durch Generalmajor Erich Hassenstein geführt.
Im Mai 1945, noch im Lazarett liegend, kam er in kurz in britische Kriegsgefangenschaft, aus der er aufgrund seiner Verwundung schon Ende Juni wieder entlassen wurde.
Nach dem Krieg zog er nach Neumünster.

## Auszeichnungen
- Eisernes Kreuz (1939) II. und I. Klasse
- Ostmedaille 1942
- Verwundetenabzeichen (1939) in Silber am 25. März 1945
- Ehrenblattspange des Heeres am 25. Februar 1945
- Krimschild am 15. Februar 1943
- Deutsches Kreuz in Gold am 2. Juni 1943
- Ritterkreuz des Eisernen Kreuzes mit Eichenlaub[5]
  - Ritterkreuz am 25. Juli 1942
  - Eichenlaub am 30. April 1945[6]